# Momiji Nishiya
Momiji Nishiya (en japonès: 西矢 椛, Nishiya Momiji; Osaka, 30 d'agost de 2007) és una monopatinadora japonesa.
Malgrat tenir només 13 anys, va guanyar el 26 de juliol del 2021 la medalla d'or als Jocs Olímpics d'estiu de 2020 que se celebraren a Tòquio un any més tard per culpa de la pandèmia de COVID-19.

## Palmarès internacional
| Campionats internacionals              | Campionats internacionals   | Campionats internacionals | Campionats internacionals |
| Any                                    | Indret                      | Medalla                   | Categoria                 |
| -------------------------------------- | --------------------------- | ------------------------- | ------------------------- |
| Summer X Games (2019)                  | Minneapolis ( Estats Units) | 2                         | Carrer                    |
| Campionats Mundials de monopatí (2021) | Roma ( Itàlia)              | 2                         | Carrer                    |
| Jocs Olímpics d'Estiu de 2020 (2021)   | Tòquio ( Japó)              | 1                         | Carrer                    |